# Philippe-Jacques van Bree
Pour les articles homonymes, voir Van Brée.
Philippe-Jacques van Bree, né le 1er janvier 1786 à Anvers et mort le 16 février 1871 à Saint-Josse-ten-Noode, est un peintre d'histoire, de scènes de genre et de sujets orientalistes belge. 
Élève à l'académie royale des beaux-arts d'Anvers, il étudie ensuite à Paris dans l'atelier de Anne-Louis Girodet avant d'effectuer de nombreux séjours en Italie. Il s'établit durablement à Bruxelles en 1834. Ses œuvres sont conservées dans de nombreux musées belges et français, dont le musée du Louvre.

## Biographie
Philippe-Jacques van Bree, né à Anvers en 1786, est le fils d'André Jacques Van Brée (1747-1809), peintre décorateur et d'Anne Catherine Ooms (1747-1808). Il étudie à l'académie royale des beaux-arts d'Anvers, où il rejoint son frère Mathieu-Ignace qui y est professeur.  

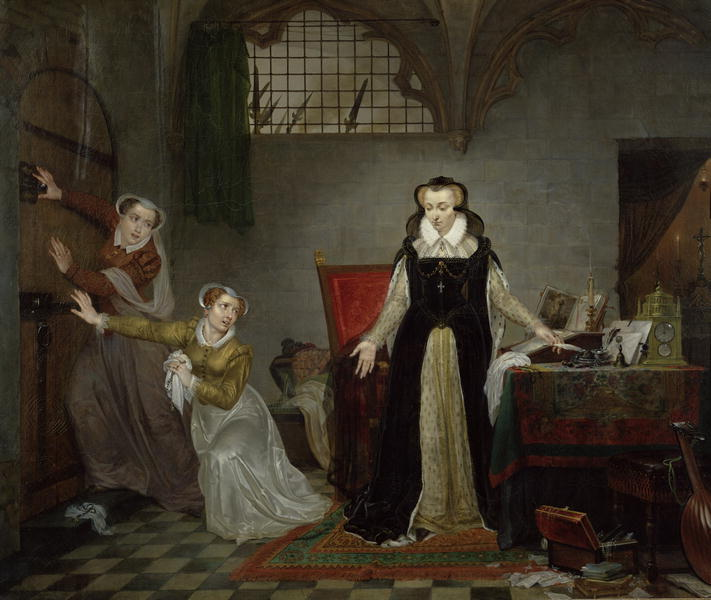
Marie Stuart, au moment où l'on vient la chercher pour aller à la mort (1819), conservé au musée du Louvre.

En 1811, il part à Paris, où il étudie avec son frère dans l'atelier d'Anne-Louis Girodet. Ses œuvres connaissant le succès grâce à ses représentations d'épisodes de l'histoire de France. Il se rend en 1816 à Rome et travaille plusieurs années à Pavie. Philippe-Jacques van Bree retourne à Paris de 1818 à 1821 où il réside 26 place royale. Il y épouse le 18 novembre 1820 Jeanne Julienne Maupetit, veuve de Pierre Joseph Baraumont. En 1820, il présente au Salon de peinture et de sculpture de Paris Marie Stuart, au moment où l'on vient la chercher pour aller à la mort qui est achetée par le roi Louis XVIII. Philippe-Jacques van Bree expose également régulièrement aux salons triennaux de Bruxelles, Gand et Anvers, des œuvres de facture imitant la peinture italienne et les œuvres d'Ingres. 
Après plusieurs séjours à Rome (de 1821 à 1832), à Naples (1826) et à Florence (1829), Philippe-Jacques van Bree s'établit durablement en 1834 à Bruxelles, rue de l'Évêque, où il travaille au sein des musées royaux des beaux-arts de Belgique. En Belgique, il n'occupe plus qu'une place de second plan, n'exposant plus aux salons triennaux après 1836, et produisant de petits tableaux de scènes de genre à l'italienne et orientalisantes, inspirés par ses longs voyages à l'étranger.
Le 16 février 1871, Philippe-Jacques van Bree meurt à Saint-Josse-ten-Noode, à 85 ans, en son domicile chaussée de Louvain, no 53.

## Réception critique
À propos de Philippe-Jacques van Bree, et des œuvres qu'il expose au salon de Bruxelles de 1836, le critique de L'Indépendance belge estime :

« Il n'est pas facile d'émettre une opinion sur les tableaux de M. Philippe Van Brée [...] Il ne voit qu'une chose en peinture, les effets de lumière et les effets de couleur, et, comme tous les esprits préoccupés de leur système s'embarrassent peu de ce qui s'en écarte, il fait bon marché des autres éléments de l'art. C'est donc une nature incomplète d'artiste.[...] L'écueil qui vous perdra, c'est l'ennui, effet infaillible de toute monotonie.[...] Il n'y a que votre pensée qui est votre secret, votre génie que l'on ne peut pas imiter. L'intérêt même de votre réputation vous convie à penser avant de peindre[...]. L'Intérieur de Saint-Pierre à Rome est un tableau qui a coûté sans doute un long travail à son auteur. Nous regrettons qu'il ait consacré autant de temps à produire une œuvre aussi ingrate. [...] Il a dessiné quelque chose d'aride et de froid comme un programme[...] Peut-être le peintre qui cherche des effets de lumière avant tout n'a-t-il vu dans cette cérémonie qu'un moyen de peindre des chandelles allumées en plein jour.[...] Un cardinal dans une villa mérite cependant d'être jusqu'à un certain point, excepté de la proscription générale. Nous ne parlons que du groupe qui occupe à gauche une partie bien faible de ce tableau. Les arbres et leur feuillage semblent appartenir à un tout autre pinceau. On ne dirait pas que le peintre qui a donné un ton si mâle et délicat à la fois à la figure du cardinal est ce même qui a chargé d'une couleur si sèche et si crue les ombrages des jardins de la villa. On voit que M. Van Brée n'est pas paysagiste. »

Au sujet de l'absence de toiles de van Bree au salon de Bruxelles, le critique d'art de L'Émancipation écrit en 1839 :

« M. Philippe Van Brée est de retour d'un voyage qu'il vient de faire en Italie. Il en rapporte un nombre considérable d'études qu'il utilisera , sans doute, pour peindre quelques-uns de ces sujets grâcieux qu'il traite avec un goût si parfait. Par suite de sa longue absence, cet artiste n'a actuellement aucun ouvrage terminé et ne pourra rien exposer au prochain salon. »

À propos de Philippe-Jacques van Bree, et de son tableau Rubens faisant présent à A. Van Dyck d'un beau cheval, peint en 1814, Joost De Geest estime, en 2006 :

« La peinture historique est un genre ancien. Il a longtemps été considéré comme le genre majeur. Au XIXè siècle, le genre historique suscite un vif engouement, sous l'impulsion des nouveaux États, du nationalisme et du romantisme montant. Pour forger l'image d'une nation, il convient d'exalter les événements glorieux et les héros du passé national, sur le plan culturel comme ailleurs. À cet égard, Rubens et Van Dyck sont des vedettes à part entière. Van Brée ne s'y trompe pas. La mise en scène est proche du théâtre, sinon de l'opérette.[...] En fait, il s'agit ici de communication (culturelle, politique), donc de propagande. »

## Œuvres
Parmi ses œuvres, figurent  :
- Le tonnelier du palais des thermes de Cluny, 1806.
- Jugement de Paris, 1810.
- La fuite en Egypte au clair de lune, 1813.
- Rubens faisant présent à A. Van Dyck d'un beau cheval, 1814, conservé à la maison de Rubens à Anvers.
- Laure et Pétrarque à la fontaine de Vaucluse, 1816, musée des beaux-arts de Rennes.
- Marie de Médicis et le jeune Louis XIII devant Rubens, 1817.
- Marie Stuart, au moment où l'on vient la chercher pour aller à la mort, 1819, exposé au Salon parisien de 1819, conservé au musée du Louvre (INV 1073).
- La Reine Blanche, salon de Gand de 1820.
- Vert-Vert, salon de Gand de 1820.
- L'atelier de M. Vandael, peintre de fleurs à Paris, salon de Gand de 1820.
- Marie Leszczynska, sauvée dans son enfance, salon de Gand de 1820.
- L'intérieur d'une chapelle de Saint-François à Ripa Grande à Rome, salon de Gand de 1820.
- Le capitaine Bontekoe, en chantant à pleine gorge, se sauve de deux sauvages, 1820, Amsterdam.
- Scène de harem, 1823.
- Saphira devant Charles le Hardi, salon de Bruxelles de 1824.
- Nicolas Poussin dans la campagne romaine, vers 1825, conservé au musée des beaux-arts de Lyon.
- Une Sainte-Famille, au salon d'Anvers de 1825.
- Barents et ses compagnons à la Nouvelle-Zemble, salon d'Anvers de 1825.
- L'abdication de Charles-Quint, salon de Bruxelles de 1830.
- Une scène de l'intérieur du sérail, salon de Bruxelles de 1830.
- Le tombeau de Néron, salon de Bruxelles de 1830.
- Atelier de femmes peintres, 1833.
- Près de la fontaine, 1832.
- Portrait de Pierre-Paul Rubens, Musées royaux des beaux-arts de Belgique.
- Atelier de femmes peintres, (1831), Musées royaux des beaux-arts de Belgique.
- La jeunesse de Sixte-Quint, (1832), Musées royaux des beaux-arts de Belgique.
- Sa Sainteté Grégoire XI passant sous l'arc de Titus, salon de Bruxelles de 1833.
- Scène du Déluge, salon de Bruxelles de 1833, acheté par le gouvernement.
- Une jeune fille des environs de Rome est engagée par sa mère et sa grand-mère à servir de modèle à un jeune artiste, salon de Bruxelles de 1833.
- Jeune Napolitain donnant une sérénade, salon de Bruxelles de 1833.
- Famille des Abruzzes endormie près d'un tombeau sur la voie Tiburtienne, salon de Bruxelles de 1833.
- Rubens peignant dans son jardin, entouré de sa famille, (salon de Bruxelles de 1833), acheté par le gouvernement, conservé aux musées royaux des beaux-arts de Belgique.
- Jeune fille assise sous un portique, salon de Bruxelles de 1833.
- Deux pifferaris jouant devant une madone, salon de Bruxelles de 1833.
- La première pose. Atelier de l'artiste à Rome, 1833, Collection privée.
- Le baptême de Louis-Philippe, fils de Léopold Ier, roi des Belges, 1833.
- Le jeune Peretti, gardien de pourceaux depuis Sixte-Quint, se désaltère à la cruche d'une jeune fille, salon d'Anvers de 1834.
- Mathieu Van Brée occupé à peindre au Vatican le portrait de Pie VII en 1821, salon d'Anvers de 1834.
- La découverte de la nouvelle Hollande par Tasman, salon de Gand de 1835.
- Une jeune villageoise réclamant justice du cardinal-gouverneur en lui exhibant la promesse d'un mariage dont elle a été dupe, salon de Gand de 1835.
- Pêcheurs et marchands de Nettuno faisant de la musique, salon de Gand de 1835.
- Les frères quêteurs, salon de Gand de 1835.
- Un cardinal dans une villa, salon de Bruxelles de 1836.
- Pharmacie de l'hôpital Saint-Jean à Bruges, salon de Bruxelles de 1836.
- Procession dans l'intérieur de l'église saint-Pierre à Rome, salon de Bruxelles de 1836.
- Le repos pendant la fuite en Égypte.
- La belle italienne à la mandoline.
- Tigre et deux martyrs.
- La préparation du repas.
- Léda et le cygne.
- Notre Dame de Bon secours.
- Giovanni Bellini à la Cour de Mohamet II.
- Demoiselle élégante.

## Galerie

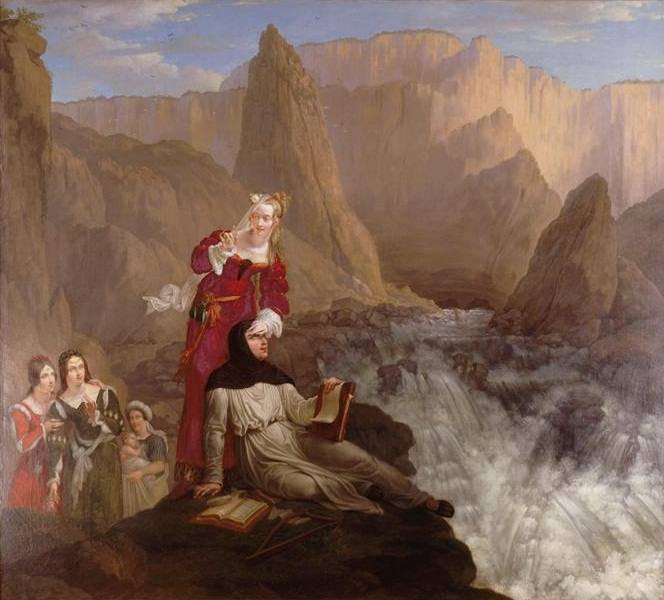
Laure et Pétrarque à la Fontaine de Vaucluse, (1816).
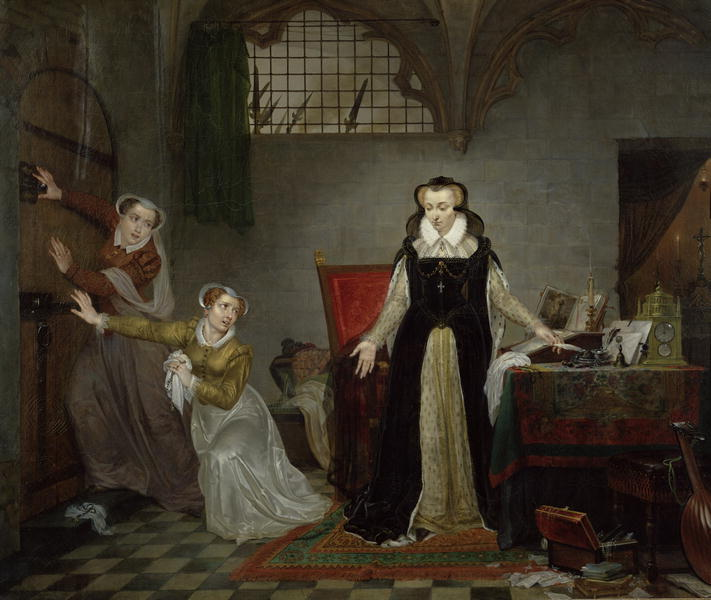
Marie Stuart au moment où l'on vient la chercher pour aller à la mort (1819).
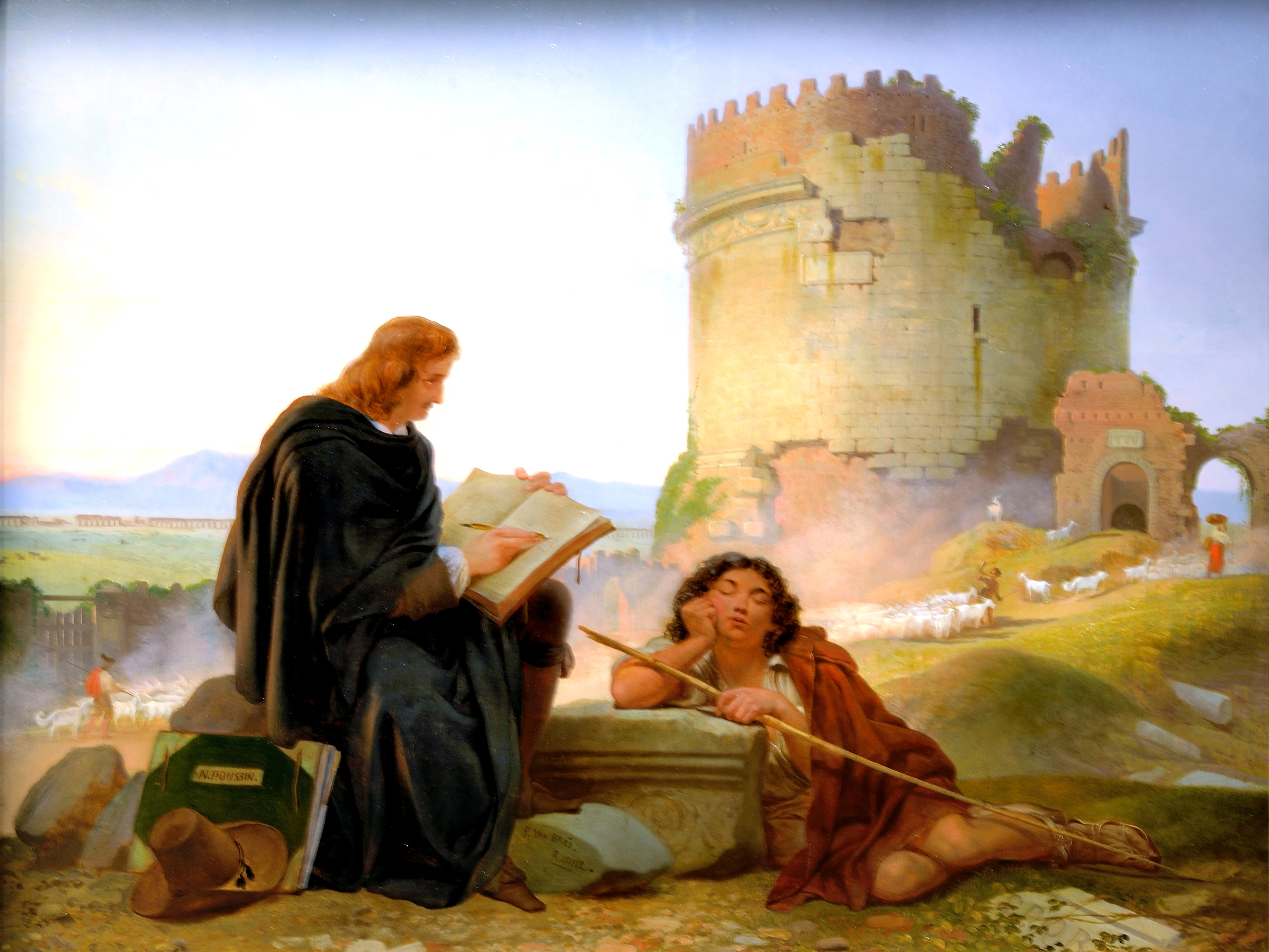
Nicolas Poussin dans la campagne romaine, (vers 1825).
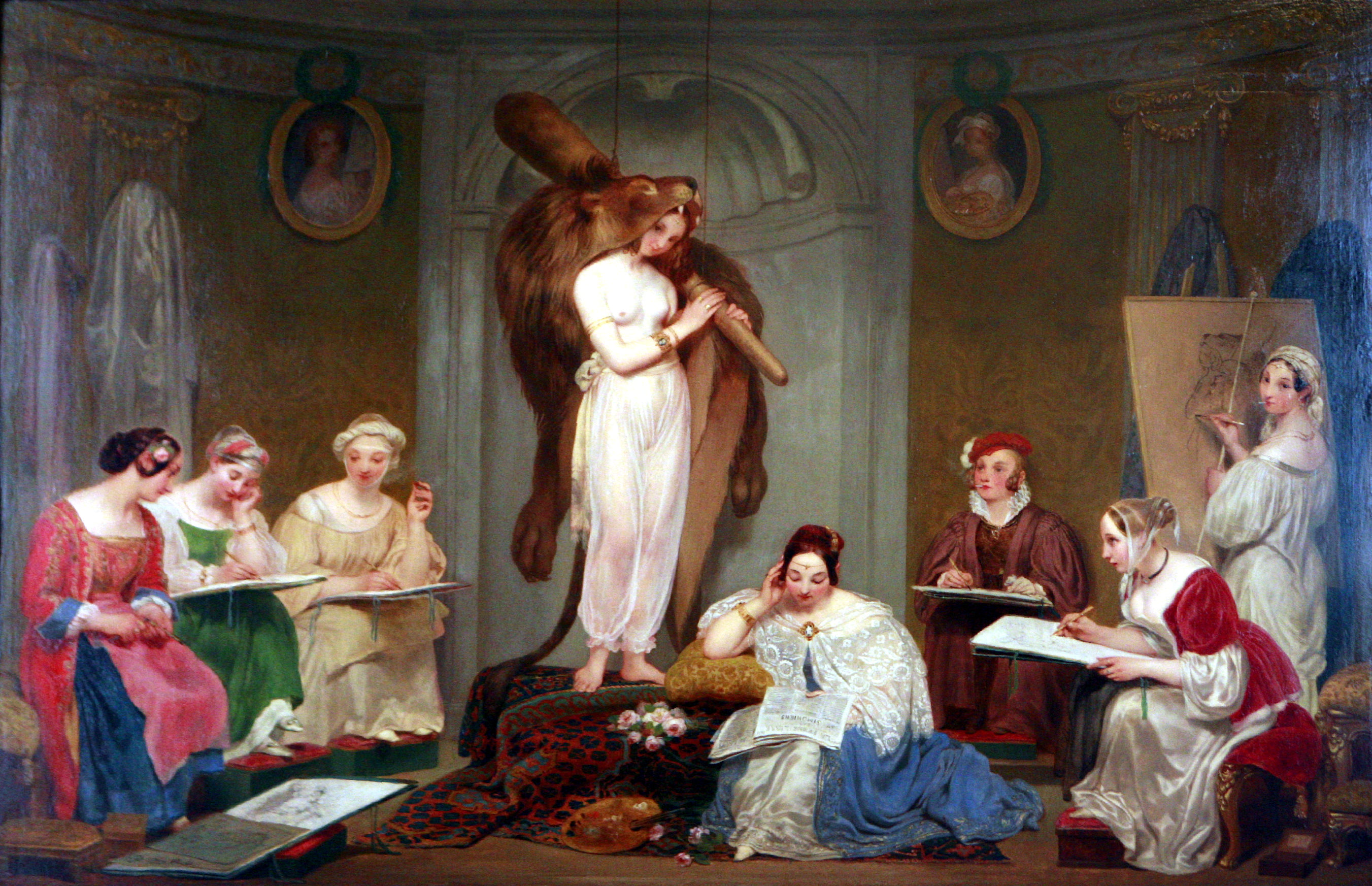
Atelier de femmes peintres, (1831).
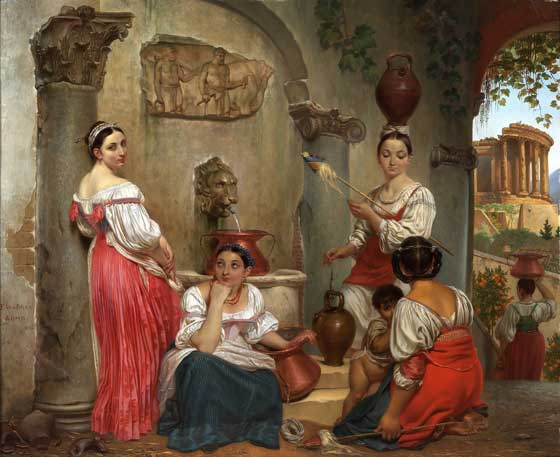
Près de la fontaine, (1832).
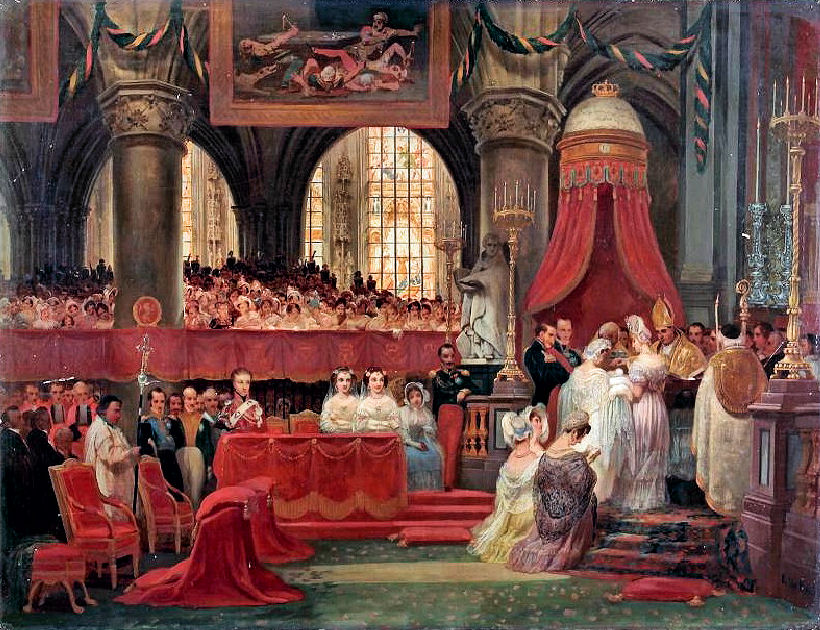
Le baptême de Louis-Philippe, fils de Léopold Ier, roi des Belges, (1833).
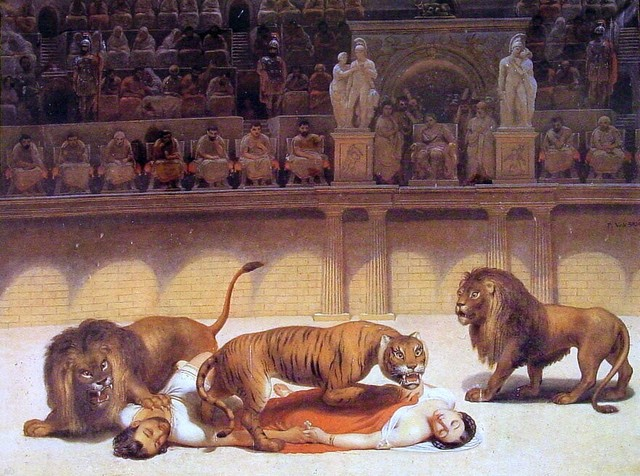
Tigre et deux martyrs.

## Honneurs
Philippe-Jacques van Bree est :
- Chevalier de l'ordre de Léopold (26 octobre 1842)[7].